# Sachi Kokuryū
Sachi Kokuryū (國立 幸 Kokuryuu Sachi; Tokio, 9 de julio de 1984) es una seiyū japonesa. Ha participado en series como Ginga Densetsu Weed, Gundam Build Fighters y Osomatsu-kun, entre otras.
A través de su cuenta de Twitter anunció en octubre de 2016 que había contraído matrimonio con el actor teatral Kōsei Shiozaki.

## Roles interpretados

### Series de Anime
2005
- Ginga Densetsu Weed como Weed.
- Minami no Shima no Chiisana Hikouki Birdy como Dol.
- Sugar Sugar Rune como Taiji Sugiyama.

2006
- D.Gray-man como Eric (ep 32).
- Katekyō Hitman Reborn! como Fran.

2007
- Kishin Taisen Gigantic Formula como Sergei Kulakovskii.

2010
- Nurarihyon no Mago como Umewakamaru (ep 8).

2011
- B-Daman CrossFire como Subaru Shirogane.
- Sengoku Otome: Momoiro Paradox como Shingen Takeda.
- Yu-Gi-Oh! ZEXAL como Tron.

2012
- Cross Fight B-Daman eS como Subaru Shirogane.

2013
- Baku Tech! Bakugan Gachi como Nibiru.
- Gundam Build Fighters como Reiji.
- Hajime no Ippo: Rising como Ippo Makunouchi (joven).
- Line Offline Salaryman como Jessica.
- Yu-Gi-Oh! 5D's como Sly.

2014
- Nanatsu no Taizai como Arthur Pendragon.

2015
- Gintamaº como Isao Kondo (niño).
- Mobile Suit Gundam: Tekketsu no Orphans como Azee Gurumin.
- Osomatsu-kun como Chibita.
- Shingeki! Kyojin Chūgakkō como Ilse Langnar.
- Triage X como Goryū (eps 1, 7, 9).

2016
- Akagami no Shirayuki-hime 2 como Kazuki.
- Boku no Hero Academia como Katsuki Bakugō (niño).
- Bungō Stray Dogs: Segunda Temporada como Kousuke (ep 14).
- Kamiwaza Wanda como Yuuto Kamiya.
- Mobile Suit Gundam: Tekketsu no Orphans 2º Temporada como Azee Gurumin.

2017
- Ballroom e Yōkoso como Tamie Idogawa.
- Mob Psycho 100 como Sho Suzuki.
- Tomica Hyper Rescue Drive Head Kidō Kyūkyū Keisatsu como Taiga Yagura.
- Tsugumomo como Shirou Shiramine.[5]

2018
- Dorei-ku The Animation como Zero Shinagawa.

### Videojuegos
- Goes! como Masanori Niyama.
- fuga: melodies of steel 1 y 2 como kyle bavarois

### Doblaje
- Monsuno como Noah.

## Música
Como parte de "Tenka Tori Tai (天下取り隊)", ha interpretado el opening Kagerou (陽炎〜kagerou〜) y el ending Atsuki Ya no Gotoku (熱き矢の如く; eps 1-9, 11-12) de la serie Sengoku Otome: Momoiro Paradox.